# 任贤良
任贤良（1957年—），男，河北平山人，中华人民共和国政治人物。

## 生平

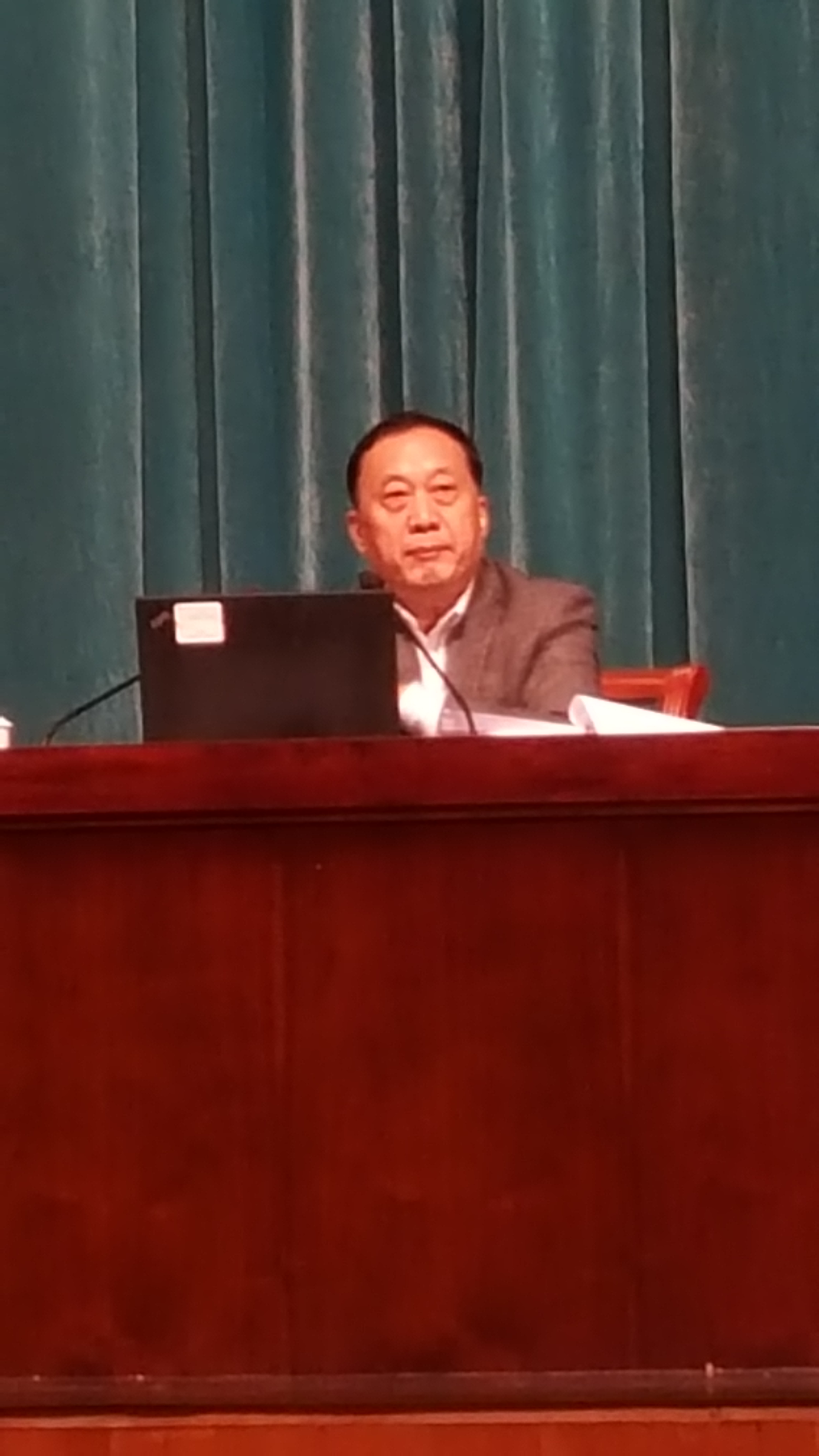
任贤良在北京大学百周年纪念讲堂

1983年7月，毕业于天津南开大学经济系。同月，加入中国共产党。同年8月进入新华社工作。1984年调河北分社任记者。1993年8月，调任陕西分社副社长。1994年任陕西分社社长，1998年，任中国共产党西安市委员会副书记。2000年7月，任中共陕西省委宣传部副部长、陕西省广播电影电视局局长及党组书记。2001年11月，当选中华全国新闻工作者协会副主席。2002年4月，当选中国广播电视学会副主席。2013年2月，担任中共陕西省委宣传部常务副部长、省文明办主任。2013年10月，担任国家互联网信息办公室专职副主任。2015年7月，任中央网络安全和信息化领导小组办公室副主任、国家互联网信息办公室副主任。2018年2月24日，当选为第十三届全国人大代表。